# George Dewhurst
George Dewhurst, nato George Wilkinson Dewhurst (Preston, 1889 – Londra, 8 novembre 1968), è stato uno sceneggiatore, regista e attore inglese.

## Biografia
Nato nel 1889 in Inghilterra, a Preston, nel Lancashire, George Dewhurst iniziò a lavorare nel cinema negli anni dieci del Novecento. La sua carriera finì alla fine degli anni quaranta.
Fu coinvolto nella bancarotta del 1932. Nel 1950, venne trovato da alcuni amici che dormiva nel parco di Clapham Common.
Morì all'età di 79 anni l'8 novembre 1968 a Tooting, un distretto di Londra.

## Filmografia

### Sceneggiatore
- Broken Barrier
- The Live Wire, regia di George Dewhurst (1917)
- Her Benny
- The Shadow Between
- The Lunatic at Large, regia di Henry Edwards  (1921)
- The Narrow Valley, regia di Cecil M. Hepworth  (1921)
- Dollars in Surrey, regia di George Dewhurst e Anson Dyer  (1921)
- Wild Heather, regia di Cecil M. Hepworth  (1921)
- Tansy, regia di Cecil M. Hepworth  (1921)
- Mist in the Valley, regia di Cecil M. Hepworth (1923)
- The Pipes of Pan, regia di Cecil M. Hepworth (1923)
- The Uninvited Guest, regia di George Dewhurst (1923)
- The Little Door Into the World
- What the Butler Saw, regia di George Dewhurst (1924)
- A Sister to Assist 'Er
- The Woman from China
- No Lady
- Never Trouble Trouble
- Get Your Man, regia di Dorothy Arzner (1927)
- Adventurers Ltd.
- The Price of Wisdom
- King of the Castle

### Regista
- The Live Wire (1917)
- The Homemaker
- A Great Coup
- A Dead Certainty
- The Shadow Between
- Dollars in Surrey, co-regia Anson Dyer (1921)
- A Sister to Assist 'Er
- The Doubles
- Lonesome Farm
- The Uninvited Guest (1923)
- The Little Door Into the World
- What the Butler Saw (1924)
- Irish Destiny (1926)
- Sweeney Todd (1926)
- Motoring
- The Rising Generation, co-regia Harley Knoles (1928)

### Attore
- The Lunatic at Large, regia di Henry Edwards  (1921)